# Mettersdorf am Saßbach
Mettersdorf am Saßbach è un comune austriaco di 1 299 abitanti nel distretto di Südoststeiermark, in Stiria; ha lo status di comune mercato (Marktgemeinde).